# Данияров, Семетей Даниярович
Семетей Даниярович Данияров (20 октября 1996) — киргизский футболист, полузащитник клуба «Талант».

## Биография
Воспитанник футбольного клуба «Дордой». Начал выступать на взрослом уровне уже в 2012 году в первой лиге Кыргызстана в составе «Дордоя-2». С 2013 года в течение трёх лет был капитаном команды и играл в высшей лиге за клуб «Ала-Тоо».
В 2016—2018 годах выступал в первой лиге Кыргызстана за футбольную команду «Алга-2». В 2017 году стал лучшим бомбардиром команды с 8 забитыми голами.
В начале 2018 года вернулся в высшую лигу Кыргызстана, подписав контракт с футбольным клубом из города Канта «Абдыш-Ата» и стал бронзовым призёром чемпионата Кыргызстана.
В сезоне 2019 присоединился к молодой команде из столицы «Илбирс». Победитель зимнего первенства Кыргызстана 2019 года.
С 2020 года выступает за футбольную команду «Алга». Вице-чемпион Кыргызстана 2020.
Выступал за сборные Кыргызстана младших возрастов, в том числе за молодёжную сборную.
Удостоен званием «Мастер спорта по футболу»